# Agrias tapajonensis
Agrias tapajonensis är en fjärilsart som beskrevs av Le Moult 1925. Agrias tapajonensis ingår i släktet Agrias och familjen praktfjärilar. Inga underarter finns listade i Catalogue of Life.